# Erik Andersen
Erik Andersen est un joueur d'échecs danois né le 10 avril 1904 à Gentofte et mort le 27 février 1938 (à 33 ans) à Copenhague.
Il fut douze fois champion du Danemark (entre 1923 et 1936, dont huit fois consécutivement de 1929 à 1936) et champion nordique en 1930.
Andersen représenta le Danemark lors des six premières olympiades d'échecs officielle de 1927 à 1935 ainsi que lors de l'olympiade d'échecs officieuse de 1936 en Allemagne. Lors de la première olympiade d'échecs de 1927 à Londres, il remporta la médaille d'argent par équipe avec le Danemark.